# Еира (Сондрио)
Еира је насеље у Италији у округу Сондрио, региону Ломбардија.
Према процени из 2011. у насељу је живело 57 становника. Насеље се налази на надморској висини од 2212 м.